# 李正文
李正文（1908年—2002年），笔名岳光、里正，男，山东潍县人，中华人民共和国政治人物、教育家，曾任中国逻辑与语言函授大学校长，中国教育学会副会长，中华职业教育社副理事长。

## 生平
1930年凭优异成绩进入东北大学。
1933年10月，经北平社联党团书记宋劭文介绍，加入中国共产党，并成为社联党团成员，从此成为职业革命家。
1934年底，赴莫斯科学习。
1937年夏，在苏联“肃反”中横遭诬告被捕，在西伯利亚的劳改营中九死一生。直到1939年经反复致信斯大林强烈申诉后方得平反获释。
1940年，被苏联作为“政治犯”遣返中国。
1941年初，在重庆找到八路军办事处负责人徐冰，要求恢复组织关系，后经阎宝航帮助请求苏联大使馆的武官罗申查询到苏联方面证明李正文已经平反，但苏方要求他在共产国际东方部工作，徐冰则坚持他必须服从苏方决定。因此，李正文在抗战期间在上海从事的地下工作是在共产国际东方部而非中共的直接领导之下进行。
抗战胜利后至1949年，继续在上海以大夏大学经济学教授身份从事中共地下工作，是中共中央上海局策反工作委员会三委员之一。
1950年，任华东人民革命大学负责教学工作的副校长。
1952年，任复旦大学党委书记，后又兼任副校长。
1954年秋，调北京高教部任职。
“文革”后期（1974年后），曾参与指导国务院科教组对联合国教科文组织工作中的资料翻译工作。
1983年5月28日至30日，中国高等教育学会在北京召开成立大会，大会选举了第一届理事会成员，他出任常务理事。
1995年11月，获俄罗斯政府授予“国家级反法西斯战争胜利50周年纪念章”。

## 传奇经历
李正文一生经历丰富多舛，在二十世纪三、四十年代的遭际可称传奇。
一九三三年，他在当时的北平社联加入中国共产党。在社联于1934年停止活动后，他想去苏联学习马列主义理论。1935年，他从上海经海参崴、伯力到达莫斯科，旋即被苏联国防部送到 一所无线电学校，实际上是被培训从事情报工作。他对此毫无思想准备，几经交涉之后，校方只为他单设了列宁主义问题课程，但仍必须同时学习（对日）情报专业所需的课业。至1936年在该校结业时，他已经掌握了俄文。
一九三七年，正当他住在莫斯科郊区的一幢号称国际招待所的宿舍大楼中等待分配工作时，竟然毫无来由地被人诬告是日本特务！当时适逢苏共“肃反”扩大化即“大清洗”，他与其他几人被捕，审讯者不容他们分辩，将他们判刑入狱。1938年，李正文被送到位于西伯利亚北端的劳改营，在那里经受了酷烈的非人折磨。同时被难的有姚艮等中国难友，互相帮助并给予精神支持。他不断给斯大林写信，引用斯氏所说“只有布尔什维克才能辨别敌友”的话，问道“我为什么就不能被辨别呢？”1939年9月，李正文得到正式宣告，“撤销原判，平反释放”，但不准回莫斯科，而是作为“政治犯”被遣返回国。
一九四零年夏天，李正文从新疆塔城出发，经迪化（今乌鲁木齐）、安西、兰州、西安、宝鸡、成都，于1941年1月到达重庆，找到了驻重庆的八路军办事处，和该处的负责人徐冰见了面。徐冰听了李的详细叙述后说：“你在苏联被捕过，要解决党的关系，必须要有苏联政府正式平反的书面证明。”李找到原在东北时就已相识并十分敬重的阎宝航，请他帮助。阎是中共秘密党员，直接受周恩来领导。他对李正文在苏联的不幸遭遇很同情，遂迅即找到苏联大使馆武官处的罗申帮助查询。苏联方面的答复很快，说李正文是一位好同志，1937年被捕是一场误会，早已正式平反，并要李在共产国际东方部工作。李不情愿，便欲推托。但罗申说：“这是决定，你必须留在共产国际东方部工作。”李正文拿了苏方证明去见徐冰，也汇报了苏方的意见，但表示自己迫切希望回到中国党来。徐说：“既然共产国际要留你在他们那里工作，你就应该在那里工作，中共是共产国际的一个支部，我们不能和共产国际抢干部，挖他们的墙脚，反正你在哪里都是一样干革命。”李一再请求，徐坚不松口，李只得接受苏方决定。罗申要李先协助阎宝航工作。阎将李安排在黄炎培主持的重庆战时公债劝募委员会任顾问，作为职业掩护。
大约在1941年6月15日前数日，阎宝航从国民政府的于右任和孙科处获悉纳粹德国将于日内进攻苏联的重要消息。阎一面报告周恩来，一面命李正文立即转告罗申。（苏最高当局当时对此将信将疑，但后来得到证实的这一情报具有历史意义，使苏联得以避免更大损失，为此斯大林也曾向毛泽东致谢。）1941年7月，共产国际东方部决定派李正文去上海从事对日寇和汪伪的情报工作。上海是沦陷区，除租界区外已全被日军占领。李正文从重庆乘飞机先到香港，再搭船于8月到达上海，和共产国际东方部上海地区情报工作的负责人接上了关系，自此开始长达八年（1945年抗战胜利后转为由中共领导）的地下秘密工作。
抗战时期，李正文在上海和南京的地下工作中从事的是刺探和分析日军战略情报。他既通日语，又善于同日伪方面的三教九流周旋，从中获取许多重要情报，均及时送达抗战领导。他是抗战中的无名英雄之一。
第二次国共内战时期，李正文作为中共上海地下党的重要成员，负责其文化、工商和统战工作，以大夏大学经济学教授身份进行公开活动，参与创办《新文化半月刊》、《经济周报》、《国讯》（后改为《展望》）等左翼刊物，和工商界上层人士、民主党派、高级知识分子建立密切联系。
一九四六年春，李正文与复旦大学法学院院长张志让相识，很快成为知交。同年8月，张志让和沈体兰发起组织了上海各大学民主教授联合会（简称“大教联”），成员从二十多人发展到八十多，其中有马寅初、周谷城、周予同、蔡尚思、楚图南、郑振铎、叶圣陶、翦伯赞、杜国庠、胡曲园、潘震亚、蔡仪、杨晦、陈旭麓、夏征农、张定夫、郑太朴、刘佛年、赵纪彬、陈仁炳、孙大雨、张孟闻、张明养、吴泽、方令孺、章靳以等著名教授。李正文在初期即参加了“大教联”，由张志让推荐被选为七人干事会成员，分管组织工作。复旦大学参加“大教联”的教授最多，先后将近三十人。
一九四八年秋，内战形势大变，人民解放军从战略防御转入进攻。许多国民党军政人员感到大势已去，纷纷寻找出路。针对这一形势，中共中央上海局成立了策反工作委员会，对军政各界人士秘密策反，李正文是策委会成员，自此时起完全转入地下，不再进行公开活动。
在国共双方争夺复旦大学的斗争中，李正文与张志让密切配合，说服校长章益，终于让这所知名学府完好地留在上海。
一九四九年4月上旬，李正文撤离上海去北平。安全抵达北平后数日，又奉命随三野总部南下。渡江战役后，他随军进入南京，不久又到了三野司令部和华东局所在地丹阳，做解放上海的准备工作。
上海解放后，李正文被华东局任命为华东军政委员会高教处副处长，负责上海各大学的接管工作，并担任复旦大学和暨南大学的军代表，进驻复旦大学，旋被华东局任命为复旦大学校务委员会主任委员（相当校长）。1950年2月，华东局调他担任华东人民革命大学副校长，负责教学工作（校部在苏州）。1952年2月，李被调回上海，担任复旦大学的党委书记，后又兼任副校长，一直到1954年秋天，他奉命离开复旦大学，到北京高教部任职。
必须提及的是，1949年后，中共高层领导（特别是毛泽东）一直深忌原曾与共产国际有过关系的党员及党外人士，对于这些党员，除了要求他们将自己的历史“讲清楚”之外，无论其功绩和能力，始终小心地不使他们进入各级领导核心。斗争经历丰富多彩的李正文是其中一例。他只是在离休时在教育部得到“副部级待遇”，但自从1954年从上海调到北京（高教部）后未曾担任过重要的领导岗位。